# 넥스트큐브

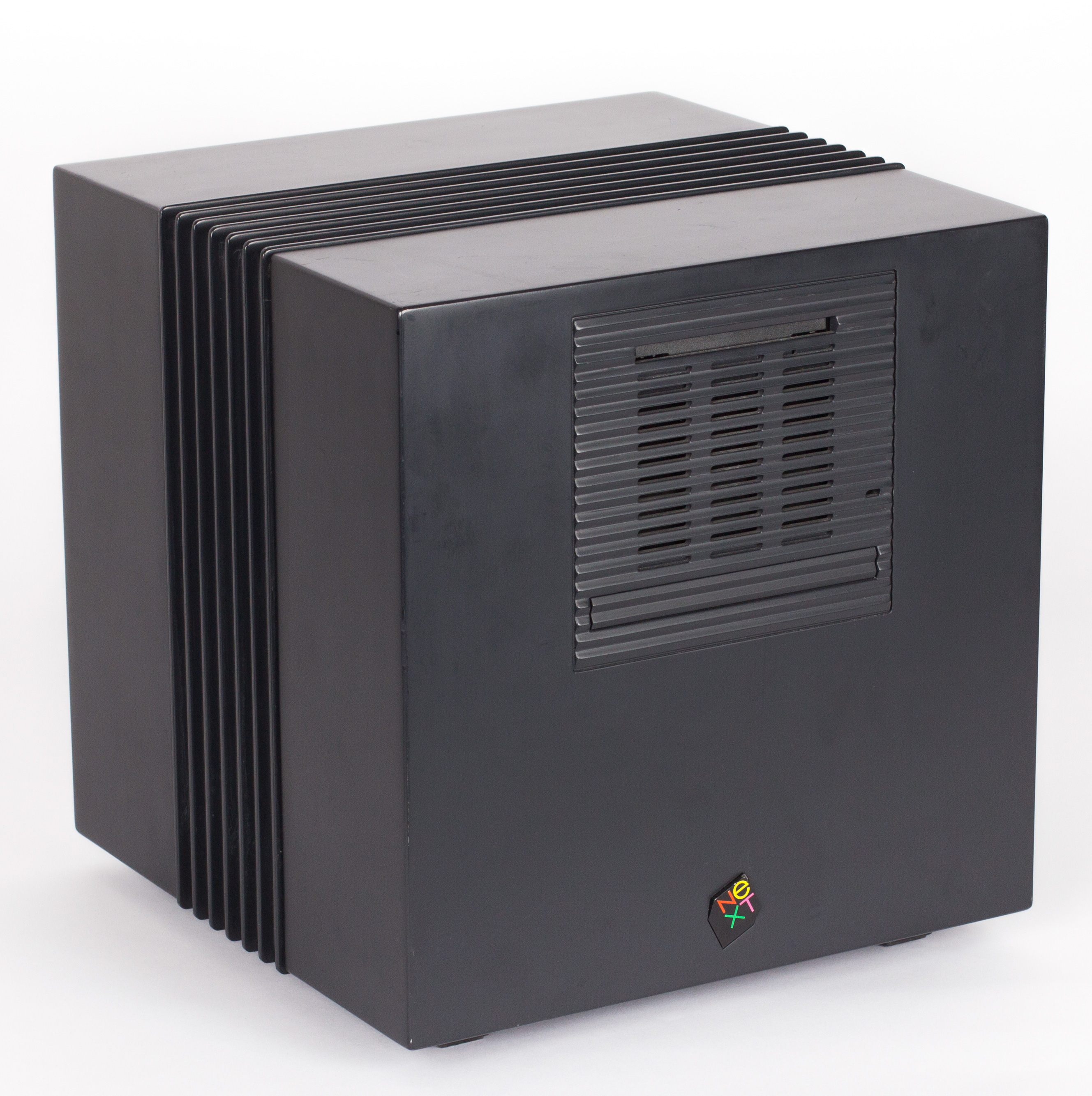
넥스트큐브

넥스트큐브(NeXTcube)는 NeXT가 1990년부터 1993년까지 개발, 제조 및 판매한 고급 워크스테이션 컴퓨터이다. NeXT 컴퓨터 워크스테이션을 대체했으며 개구리 디자인으로 디자인된 유사한 큐브 모양의 마그네슘 인클로저에 들어 있다. 이 워크스테이션은 NeXTSTEP 운영 체제를 실행하며 정가 7,995달러(2023년 약 19,000달러에 해당)로 출시되었다.

## 하드웨어
넥스트큐브는 68040 프로세서, 광자기 드라이브 대신 하드 디스크, 플로피 디스크 드라이브를 갖춘 오리지널 NeXT 컴퓨터의 후속 제품이다. NeXT는 68040 시스템 보드 업그레이드(및 NeXTSTEP 2.0)를 US$1,495(2023년 $3,490에 해당)에 제공했다. 33MHz 넥스트큐브 터보는 나중에 생산되었다.
NeXT는 인텔 i860 프로세서 기반의 회로 기판인 넥스트큐브용 NeXTdimension을 출시했다. 이 회로 기판은 32비트 포스트스크립트 컬러 디스플레이와 비디오 샘플링 기능을 제공한다.
파이로(Pyro) 가속기 보드는 표준 25MHz 프로세서를 50MHz 프로세서로 대체한다.

## 같이 보기
- 넥스트스테이션
- 파워 맥 G4 큐브